# USS Providence (SSN-719)
Pour les autres navires du même nom, voir USS Providence.
Le USS Providence (SSN-719) est un sous-marin nucléaire d'attaque américain de classe Los Angeles nommé d'après Providence dans l'État de Rhode Island. Construit au chantier naval Electric Boat de Groton, il a été commissionné le 27 juillet 1985 et est toujours actuellement en service dans l'United States Navy.